# Tošio Ivatani
Tošio Ivatani (japonsko 岩谷 俊夫), japonski nogometaš, 24. oktober 1925, Kobe, Japonska, † 1. marec 1970.
Za japonsko reprezentanco je odigral 8 uradnih tekem.